# Феррерс, Уильям, 3-й барон Феррерс из Гроуби
Уильям де Феррерс (англ. William de Ferrers; 28 февраля 1333, Ньюболд Верден, Лестершир, Королевство Англия — 8 января 1371, Стеббинг, Эссекс, Королевство Англия) — английский аристократ, 3-й барон Феррерс из Гроуби с 1343 года. Участник Столетней войны.

## Биография
Уильям де Феррерс принадлежал к знатному английскому роду нормандского происхождения, представители которого носили титул графов Дерби в 1138—1266 годах. Он был старшим сыном Генри де Феррерса, 2-го барона Феррерса из Гроуби, и его жены Изабель де Верден. Уильям родился в 1333 году и уже через 10 лет, после смерти отца, унаследовал баронский титул и обширные семейные владения в ряде графств Англии и Ирландии. На время его несовершеннолетия все эти земли перешли под управление королевы Филиппы и принца Уэльского Эдуарда, а юный барон получал пенсион — 50 фунтов в год (в 1349 году вместо этой ренты ему предоставили три манора из отцовского наследства). В 1351 году Феррерс был посвящён в рыцари, в 1354 году он вступил в свои права и принёс вассальную присягу королю. К тому времени земли Феррерсов, как и вся Англия, были опустошены Чёрной смертью: известно, что, например, в поместье Брадфорд в Шропшире от чумы умерло больше половины жителей, а в одном из поместий в Оксфордшире из 27 жителей умер 21.
В 1360 году сэр Уильям унаследовал владения бабки по отцу, Элизабет де Клер. Ещё до этого, в 1358 году, он обменял свои владения в Шропшире на владения Роджера Мортимера, 2-го графа Марча, в Бакингемшире, а в 1364 году продал все свои земли в Ирландии. В историографии существует предположение, что таким образом Феррерс пытался консолидировать свои владения, чтобы ими легче было управлять в непростое время, наступившее после эпидемии: он избавлялся от отдалённых поместий и приобретал те, которые были ближе к его основным резиденциям. Известно, что ещё в 1360 году король освободил от  податей ирландские владения барона, чтобы компенсировать ему издержки, связанные с военной службой.
Именно крайне нестабильное финансовое положение могло заставить сэра Уильяма постоянно участвовать в военных походах. Англия в то время продолжала боевые действия на континенте, и Феррерс в 1355 году был в составе армии Чёрного Принца, прошедшей через весь Лангедок, в 1356 году сражался при Пуатье, в 1359—1360 воевал в Северной Франции под началом Генри Гросмонта, в 1369 году участвовал в набеге на Пикардию с этим же лордом.
Барон умер 8 января 1371 года в своём поместье Стеббинг в Эссексе. Согласно его завещанию, тело похоронили в аббатстве Ульверскрофт.

## Семья
Уильям Феррерс был дважды женат. Первый брак, с Маргарет Уффорд, дочерью Роберта Уффорда, 1-го графа Саффолка, и Маргарет Норвич, принёс ему владения в Саффолке (Восточная Англия). У Маргарет родились трое детей:
- Генри (1356—1388), 4-й барон Феррерс из Гроуби[6];
- Анна;
- Маргарет (умерла в 1407), жена Томаса Бошана, 12-го графа Уорика[7].

Баронесса умерла не позже 1368 года. Сэр Уильям женился во второй раз — на Маргарет Перси, дочери Генри Перси, 2-го барона Перси, и Идонеи Клиффорд, вдове сэра Роберта Умфравиля. Этот брак остался бездетным, вторая жена пережила барона на четыре года.